# 赤い魂
『赤い魂』（あかいたましい）はTBS系列で1980年4月4日から同年9月19日まで放送されたテレビドラマ。大映テレビとTBSの共同制作による赤いシリーズの9作目。
本作をもって、赤いシリーズのレギュラー放送は終了した。次回作でありシリーズ最終作となる『赤い死線』は、全2回のテレビスペシャルである。

## ストーリー
腎臓外科医・立花史朗の娘・良子（りょうこ）は慢性腎不全を患い定期的な人工透析療法の受診を余儀なくされていた。立花は自分か妻・寿子（ひさこ）の腎臓を良子に移植すべく組織適合性検査を行ったが、その際に良子が立花夫妻の実の娘ではないことが判明する。立花は良子に腎臓を提供できる実の親捜しに奔走する。

## キャスト
- 立花史朗：杉浦直樹
- 立花良子：浜田朱里
- 宮内和彦：広岡瞬
- 川崎明子：熊谷真実
- 富岡貴志：峰岸徹
- 大里のぼる：寺田農
- 富岡克子：柏木由紀子
- 苅田（黒田）文江：吉行和子
- 吉村キク：谷口香
- 栗林：早川保
- 永井茂：鈴木ヒロミツ
- 富岡勇作：大木実
- 宮内俊之：石立鉄男
- 立花寿子：司葉子
- 11話ゲスト : 織本順吉

## スタッフ
- 脚本：岡本克己、佐々木守
- 監督：山本邦彦、野村孝、富本壮吉、合月勇
- プロデューサー：春日千春、小林重隆、山本典助(TBS)
- 音楽：木下忠司
- アイデア提供：佐々木守
- 主題曲：レコード、CDとも未発売。

## サブタイトル
| 話数 | 放送日       | サブタイトル                   | 脚本     | 監督     |
| ---- | ------------ | ------------------------------ | -------- | -------- |
| 1    | 1980年4月4日 | 津軽海峡・奇しき出会い         | 岡本克己 | 山本邦彦 |
| 2    | 4月11日      | 親と娘の誓い                   | 岡本克己 | 富本壮吉 |
| 3    | 4月18日      | 原宿奇しき出会いから一ヶ月     | 岡本克己 | 野村孝   |
| 4    | 4月25日      | 今、謎を呼ぶ娘の出産           | 岡本克己 | 山本邦彦 |
| 5    | 5月2日       | 母も又、実の母ならず           | 佐々木守 | 富本壮吉 |
| 6    | 5月9日       | わが娘よ、君の母は誰?!         | 岡本克己 | 野村孝   |
| 7    | 5月16日      | 芽生えた殺意、吹きとぶデート   | 岡本克己 | 山本邦彦 |
| 8    | 5月23日      | 父との約束、手術の日が決った！ | 岡本克己 | 富本壮吉 |
| 9    | 5月30日      | 過去が招く新たな涙             | 佐々木守 | 野村孝   |
| 10   | 6月6日       | 今日、激しい愛を知った         | 佐々木守 | 山本邦彦 |
| 11   | 6月13日      | 娘よ、父の決意を許せ！         | 岡本克己 | 合月勇   |
| 12   | 6月20日      | 悲劇の接吻                     | 岡本克己 | 野村孝   |
| 13   | 6月27日      | 疑惑と殺意が炎になった         | 佐々木守 | 山本邦彦 |
| 14   | 7月4日       | 乙女は再び函館へ…              | 佐々木守 | 合月勇   |
| 15   | 7月11日      | 限りなく神に近い愛             | 岡本克己 | 山本邦彦 |
| 16   | 7月18日      | 父ふたり、激しい愛と静かな愛   | 岡本克己 | 合月勇   |
| 17   | 7月25日      | 去りゆく今、最後の晩さん       | 佐々木守 | 野村孝   |
| 18   | 8月1日       | 父、母の一番長い日             | 佐々木守 | 山本邦彦 |
| 19   | 8月8日       | 偽りと思い定めた恋が今…        | 岡本克己 | 合月勇   |
| 20   | 8月15日      | 兄妹の愛が今芽ぶく             | 岡本克己 | 野村孝   |
| 21   | 8月22日      | 手術台上のわが娘               | 岡本克己 | 山本邦彦 |
| 22   | 8月29日      | 今問われる移植の適否           | 岡本克己 | 合月勇   |
| 23   | 9月5日       | 迫る拒絶反応、父娘の闘い       | 岡本克己 | 野村孝   |
| 24   | 9月12日      | 花開く素晴しき人生             | 岡本克己 | 山本邦彦 |
| 25   | 9月19日      | 人間の絆、それは愛             | 岡本克己 | 野村孝   |